# Міжвідомча комісія з питань сприяння розвитку вітчизняного книговидання та книгорозповсюдження
Міжвідомча комісія з питань сприяння розвитку вітчизняного книговидання та книгорозповсюдження — тимчасовий дорадчий орган, утворений Кабінетом Міністрів України розпорядженням від 25 травня 2006 р. № 293-р.
Пропозиції та рекомендації Комісії можуть бути реалізовані рішеннями Кабінету Міністрів України, проекти яких вносить Держкомтелерадіо. Держкомтелераді також забезпечує діяльність Комісії.

## Склад
1. Міністр освіти і науки, голова Комісії
2. Перший заступник Голови Держкомтелерадіо, заступник голови Комісії
3. Заступник Міністра культури
4. Заступник Міністра фінансів,

а також, за згодою:
1. Народні депутати України
2. Директор державної наукової установи «Книжкова палата України імені Івана Федорова»
3. Заступник генерального директора Українського державного підприємства поштового зв'язку «Укрпошта»
4. Президент Української асоціації видавців та книгорозповсюджувачів
5. Перший проректор Київського національного університету імені Тараса Шевченка
6. Директор Національної парламентської бібліотеки
7. Президент Національної академії педагогічних наук
8. Голова правління Українського фонду культури
9. Перший заступник генерального директора Національної бібліотеки імені В. І. Вернадського
10. Директор Українського інституту національної пам'яті
11. Директор Інституту інноваційних технологій і змісту освіти МОН
12. Генеральний директор науково-виробничого підприємства «Видавництво „Наукова думка“ Національної академії наук»
13. Директор державного підприємства "Державне спеціалізоване видавництво «Либідь»
14. Генеральний директор ТОВ "Видавництво «Фоліо»
15. Директор державного підприємства "Всеукраїнське спеціалізоване видавництво «Світ»
16. Директор дистриб'юторської компанії «Самміт-книга»
17. Член Української асоціації видавців та книгорозповсюджувачів